# Bernhardin von Siena

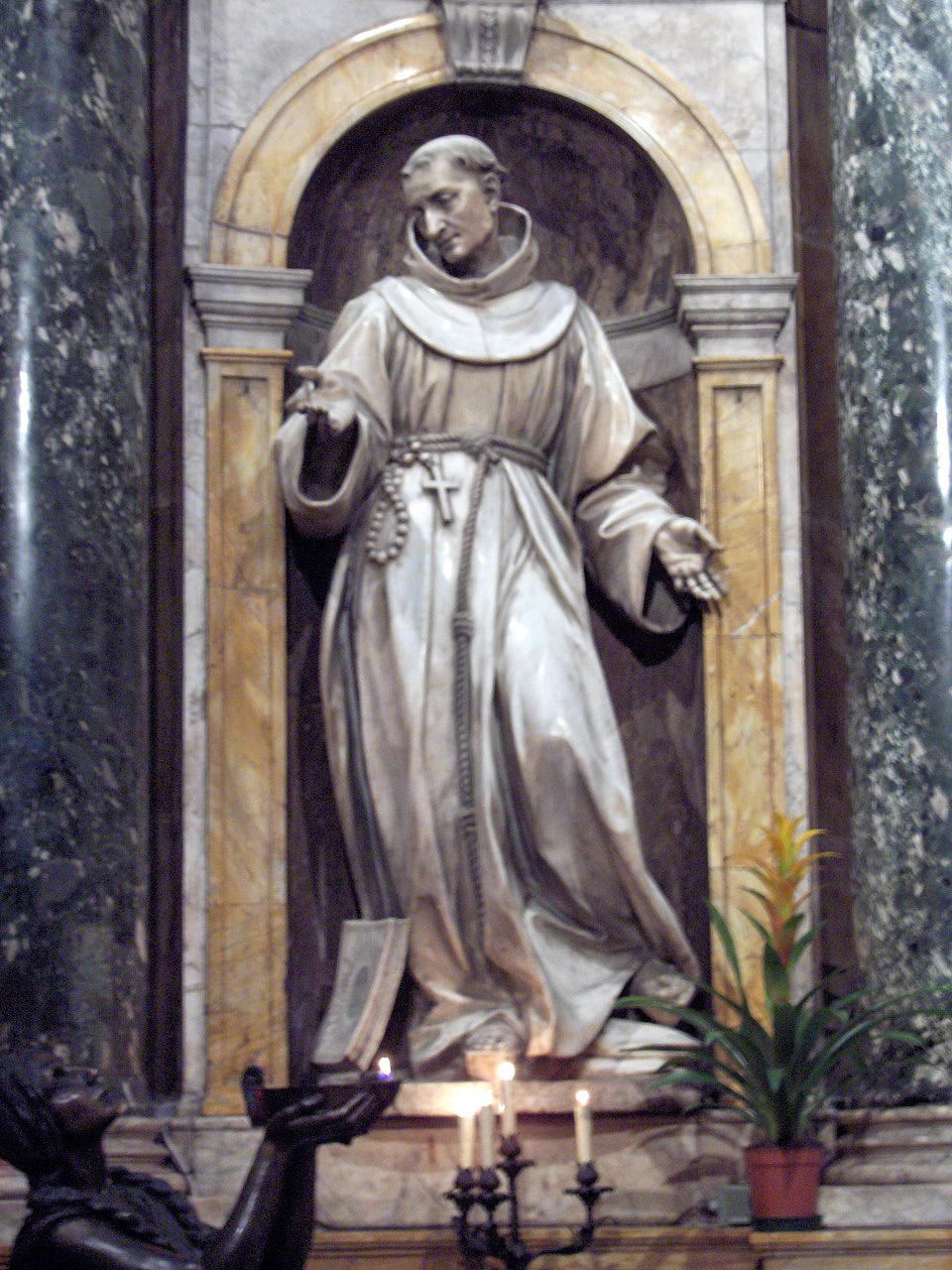
Heiliger Bernhardin. Skulptur im Duomo Santa Maria Assunta von Siena

Bernhardin von Siena OFM (* 8. September 1380 in Massa Marittima; † 20. Mai 1444 in L’Aquila) ist ein italienischer Heiliger.

## Leben

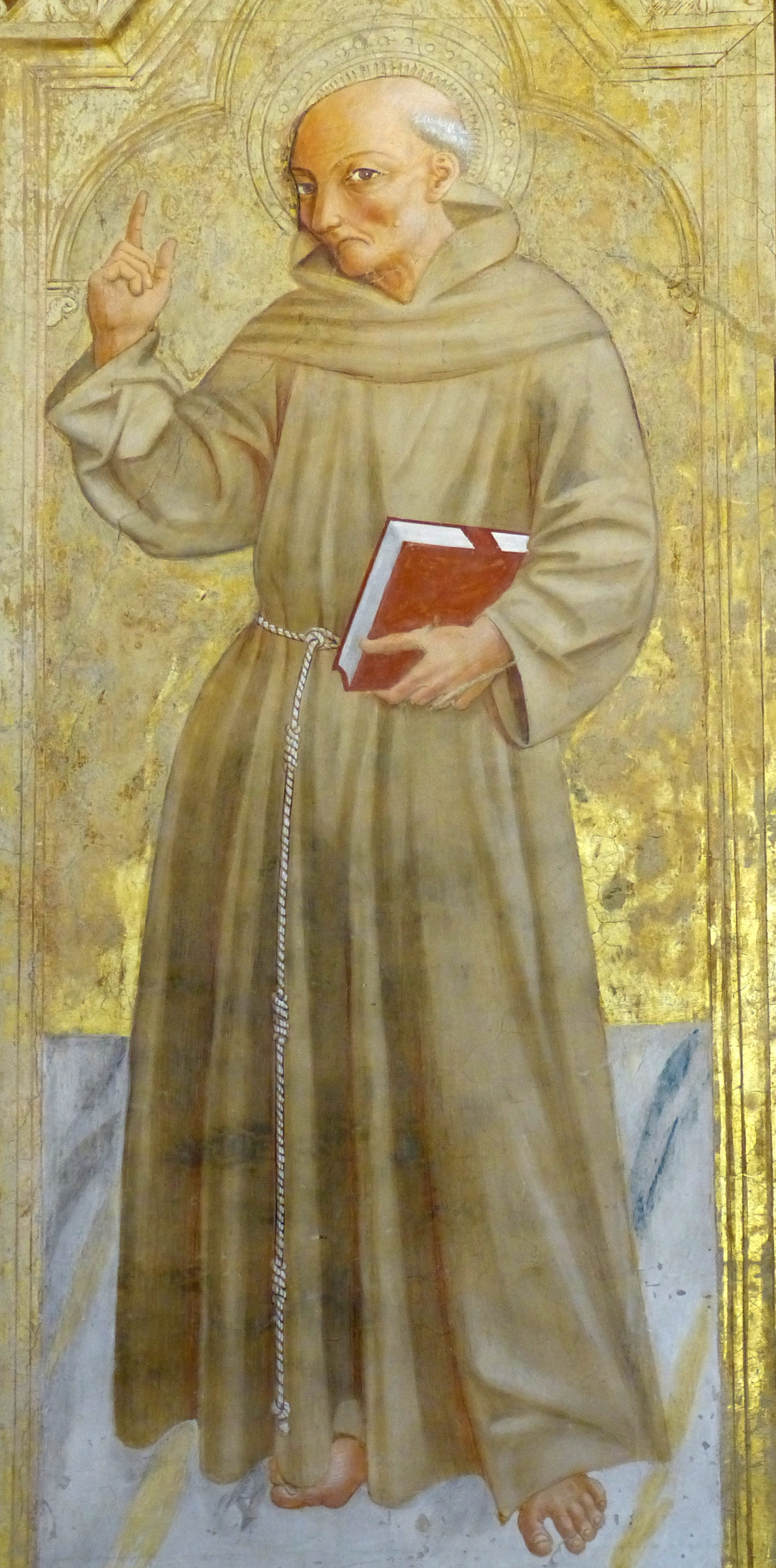
Heiliger Bernhardin (1469) von Jacopo Vincioli, Montefalco (Umbrien)

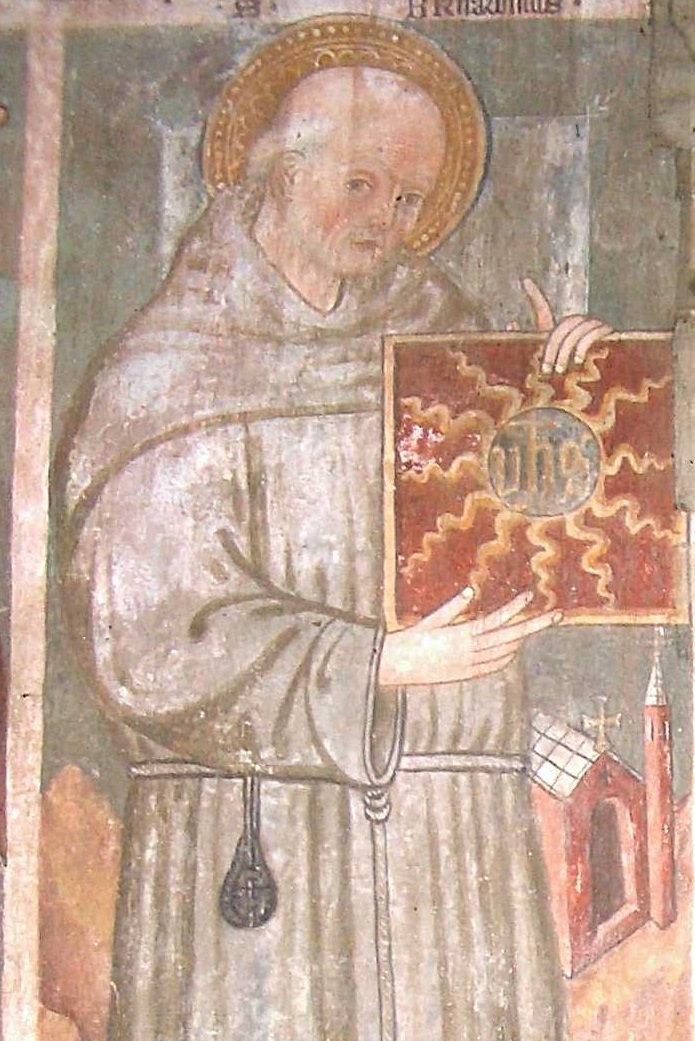
Bernhardin mit einer YHS-Tafel, wie er sie den Gläubigen zum Kuss darbot; Fresko, Italien, 15. Jahrhundert

Er wurde als Bernardino degli Albizzeschi in Massa Marittima geboren. Sein Vater war Tollo di Dino di Bando aus der seneser Familie degli Albizzeschi, seine Mutter hieß Nera di Bindi degli Avveduti. Im Alter von sechs Jahren wurde er Waise und verblieb bei seiner Tante Diana Avveduti in Massa Marittima, die 1391 verstarb. Danach zog er zu seinem Onkel Cristoforo degli Albizzeschi nach Siena.
Bernhardin machte sich 1400, als eine Pest in seiner Heimatstadt Siena wütete, durch aufopfernde Krankenpflege im Hospital Santa Maria della Scala verdient. Im Jahr 1402 trat er am 8. September (seinem Geburtstag) in den Franziskanerorden ein. Anfangs gehörte er dem Ordenszweig der Konventualen an. Dann wurde er Minderbruder der franziskanischen Reformbewegung der Observanten. Bei dieser spielte die konsequente Einhaltung des Armutsideals eine wichtige Rolle, das von den Konventualen weniger streng ausgelegt wurde. Am 8. September 1403 legte er sein Armutsgelübde (Voto di povertà) ab, wiederum ein Jahr später und wieder an seinem Geburtstag wurde er Priester. Im gleichen Jahr wurde er Vorsteher des Convento del Colombaio in Seggiano. In Siena hielt er sich häufig in einer Einsiedelei auf dem Hügel Colle della Capriola auf, auf dem später die Basilica dell’Osservanza entstand. Bernhardin zog danach mit seinem Gefolge völlig mittellos von Stadt zu Stadt und lebte von der Wohltätigkeit der Leute. Als Generalvikar war er für die Einführung und Durchsetzung der strikten Ordensregeln in mehr als 500 Klöstern verantwortlich.
In seinen Predigten verurteilt er als „soziale Sünden“ Wucher, Gewalttätigkeit und Luxus und „betont die Würde des Menschen als Geschöpf Gottes“. Er hatte einen bedeutenden Einfluss auf das religiös-politische Leben Italiens und wurde vielfach verleumdet. Seine Predigten und Abhandlungen waren „Gegenstand heftiger Kritik“. Seine Predigten wurden unter den Päpsten Martin V. und Eugen IV. sowie auf dem Konzil von Basel als häretisch angeklagt (1426, 1431, 1438). Diese Klagen wurden jedoch immer zurückgewiesen. Er war der Lehrer von Johannes Capistranus.

## Bilder

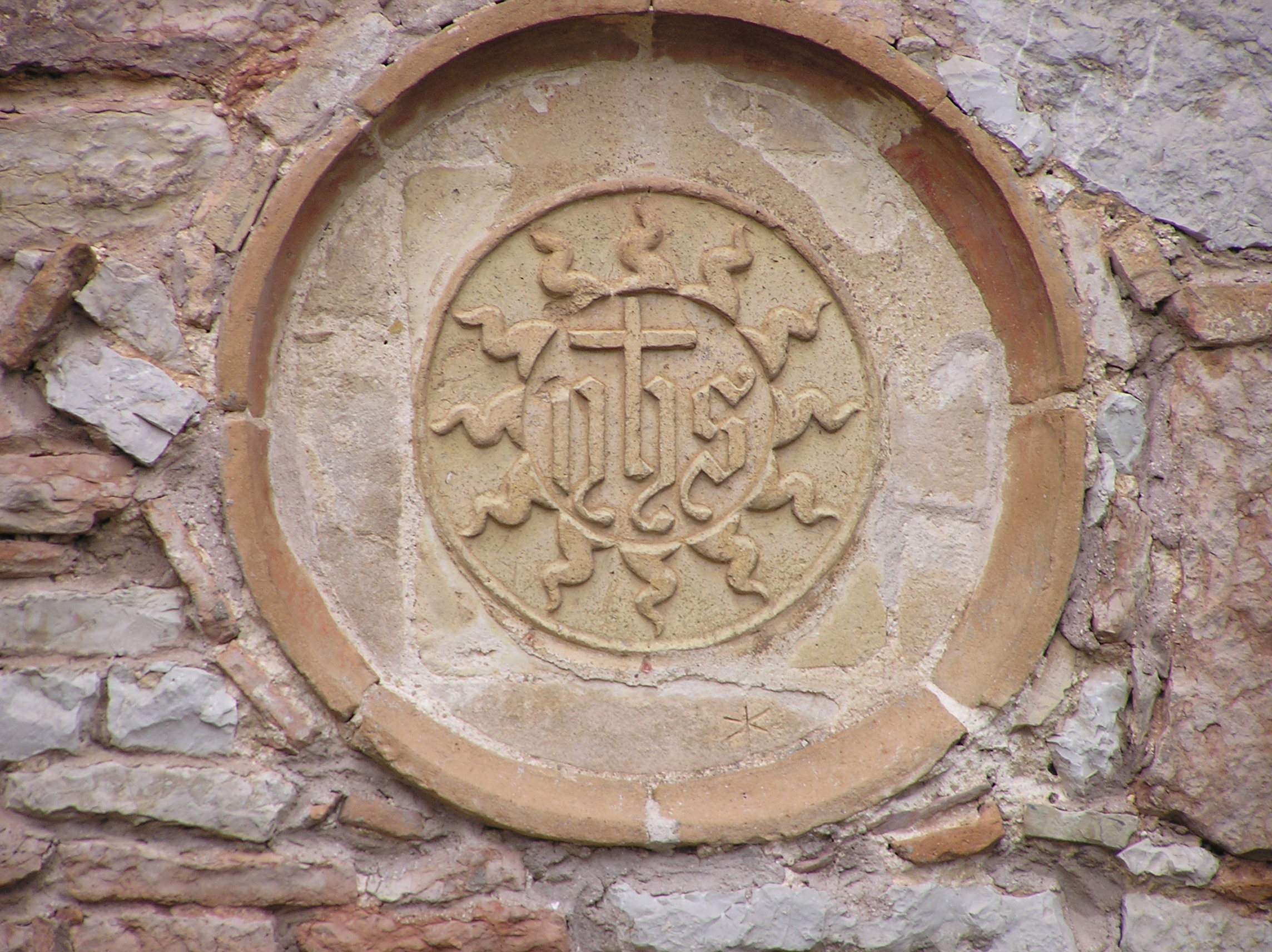
Eremo delle Carceri, Assisi: Siegel (IHS) des Heiligen Bernhardin
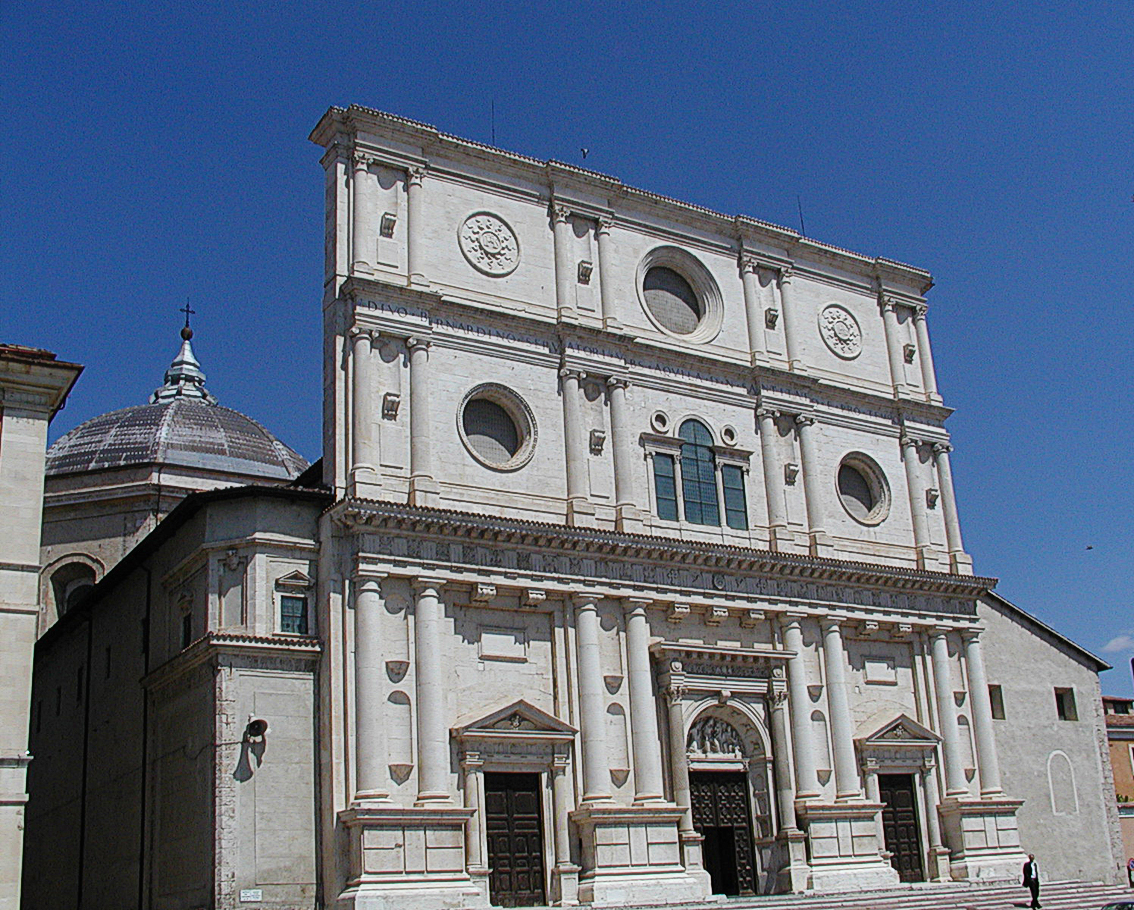
Basilica di San Bernardino, L’Aquila
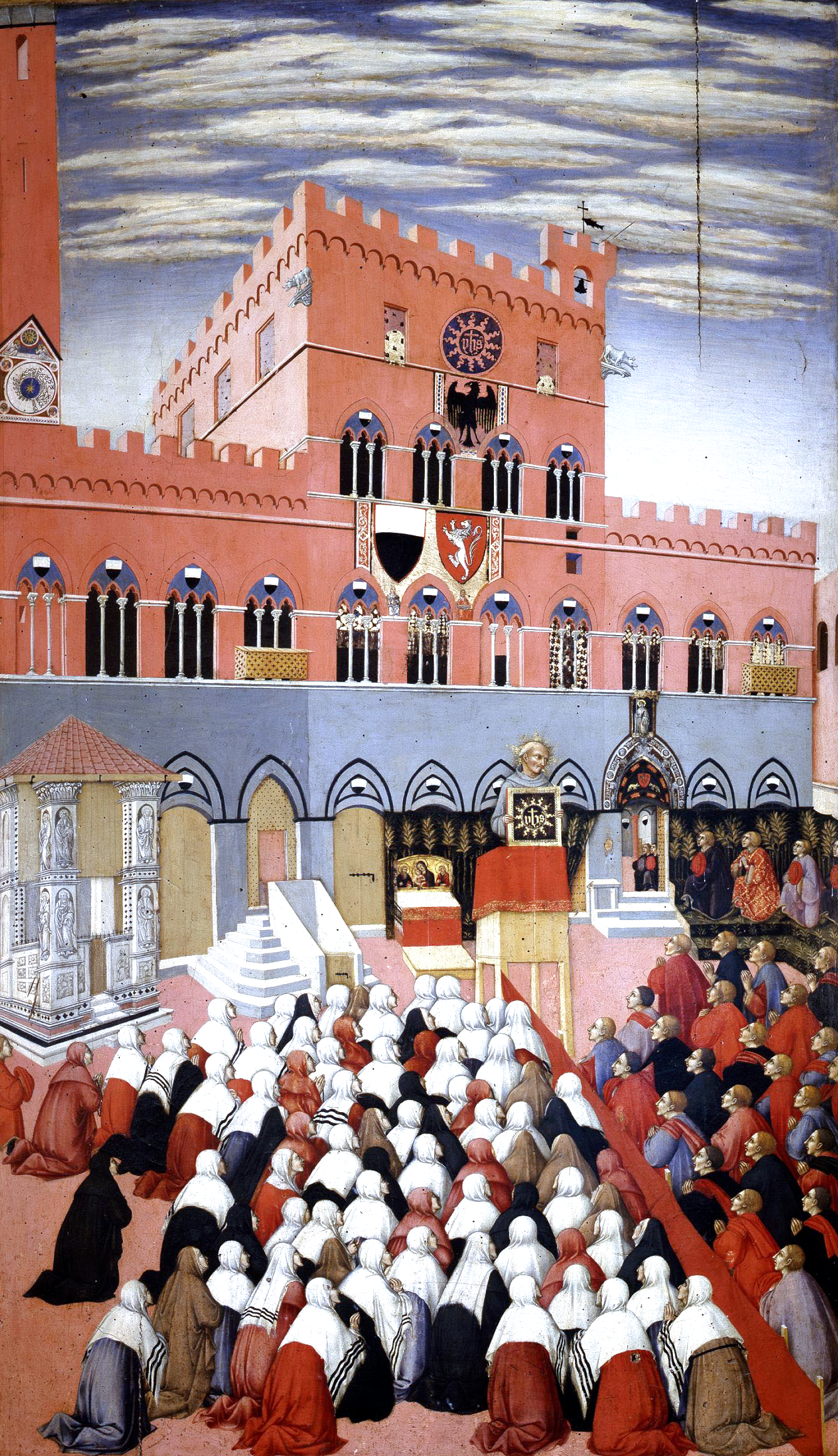
Sano di Pietro: Predigt des hl. Bernardino auf der Piazza del Campo (1445)

## Tod und Nachwirkung
Bernhardin starb im Jahr 1444; er war eine der ersten Personen der Neuzeit, von deren Antlitz eine Totenmaske als Vorbild für ein Terracotta-Porträt abgenommen wurde. Er wurde im Jahr 1450 heiliggesprochen. Sein Grab liegt nach seinem eigenen Wunsch in seiner letzten Wirkungsstätte L’Aquila. In der Geschichte der Predigt gilt er als einer der ausgezeichnetsten Vertreter der volksgemäßen Beredsamkeit.
Der Convento de São Bernardino  in Câmara de Lobos wurde 1459 gegründet.

## Werke

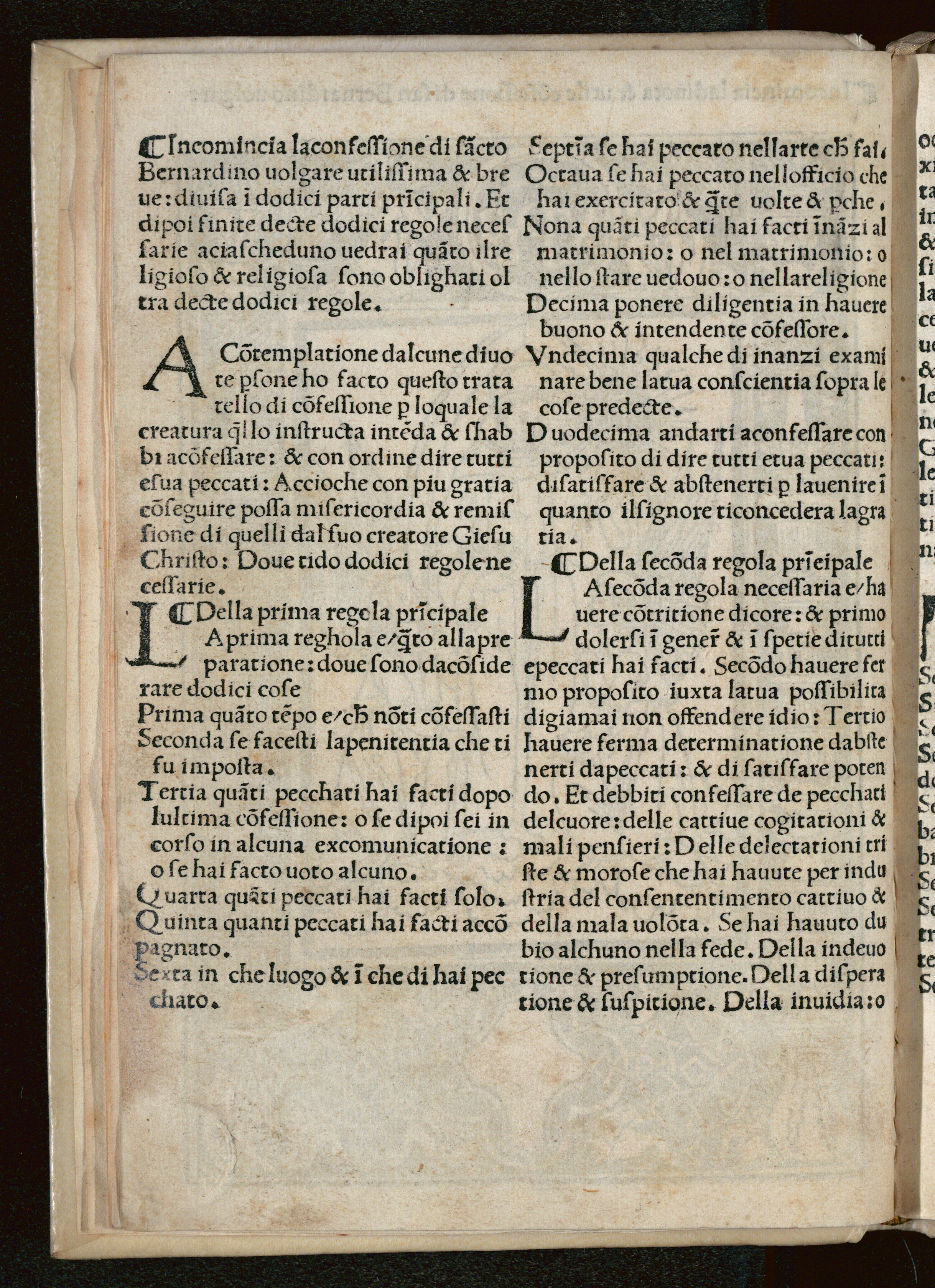
Della confessione regole 12., 1494

- S. Bernardini Senensis Ordinis Fratrum Minorum Opera Omnia iussu et auctoritate Rmi P. Pacifici M. Perantoni (et Sépinski, Augustinus). Studio et Cura PP. Collegii S. Bonaventurae ad fidem codicum edita. 9 Bände. Ad Claras Aquas, Ex Typographia Collegii S. Bonaventurae, Florenz 1950–1965.[4]
- Siena 1427. Prediche volgari sul Campo di Siena. 2 Bde. Hg. Carlo Delcorno. Rusconi, Mailand 1989
- Le predice volgari. La predicazione del 1425 in Siena. 3 Bde. Hg. Ciro Cannarozzi. Libreria editrice fiorentina, Florenz 1940

## Literatur

Opera omnia, 1745